# Pantoporia jocaste
Pantoporia jocaste är en fjärilsart som beskrevs av Felder 1859. Pantoporia jocaste ingår i släktet Pantoporia och familjen praktfjärilar. Inga underarter finns listade i Catalogue of Life.